# Francisco Rabal
Francisco Rabal Valera (Águilas, Murcia, 8 de marzo de 1926-Burdeos, Francia, 29 de agosto de 2001) fue un actor, guionista y director de cine español.

## Biografía y carrera

### Primeros años
Nacido en el pequeño enclave murciano de Cuesta de Gos, cerca de Águilas, sus padres fueron Benito Rabal y Teresa Valera. Al iniciarse la guerra civil española en 1936 su familia se trasladó a Madrid, donde realizó oficios modestos para ayudar a la manutención del hogar, mientras cursaba estudios nocturnos en el Colegio Nuestra Señora del Recuerdo. Conoció a Dámaso Alonso, quien le facilitó libros de poesía y alentó su deseo de iniciar una carrera artística. Su hermano Damián se convertiría a su lado en representante de actores.
Su trabajo como ayudante de electricista en los Estudios Chamartín le puso en contacto con el cine y fue apareciendo como extra en algunas películas; desde La rueda de la vida (1942), El crimen de Pepe Conde (1946) o La Lola se va a los puertos (1947) hasta pronunciar sus primeras frases a las órdenes de Rafael Gil en Reina santa o La fe (1947) y adquirir ya protagonismo en Sor intrépida, La guerra de Dios, El beso de Judas o Murió hace quince años, todas de Gil.

### Inicios
Se había incorporado a la compañía teatral de Isabel Garcés, participando en el montaje de Diario íntimo de la tía Angélica (1946), de José María Pemán. Gradualmente va obteniendo mayores papeles, logrando un gran éxito en 1952 con la obra La muerte de un viajante, de Arthur Miller. 
Su carrera teatral se fue viendo eclipsada por la cinematográfica. Debe señalarse, en cualquier caso, que intervino en varias ocasiones en el Festival de Teatro Romano de Mérida: en 1954 con Edipo rey, en 1955 con Julio César, en 1956 con Tiestes y en 1960, de nuevo con Edipo, todas ellas bajo dirección de José Tamayo. Con el mismo director escénico encabezó el cartel, junto a Mary Carrillo, de La vida es sueño (1955), de Calderón de la Barca en el Teatro Español de Madrid. Además, cosechó importantes éxitos como en su interpretación de Enrique III de Inglaterra en Becket (1962), de Jean Anouilh.
En 1947 conoció en el teatro a la que más tarde fue su esposa, la actriz Asunción Balaguer, con quien tuvo dos hijos, Benito y Teresa Rabal, que también se han dedicado al cine y el espectáculo.
Se despidió de los escenarios en 1974 con la obra Viejos tiempos, de Harold Pinter, junto a Irene Gutiérrez Caba.

### Trayectoria artística y consagración
Recibió sus primeros premios en 1953 por La guerra de Dios (León de Bronce en el Festival de Venecia y premio de interpretación del Círculo de Escritores Cinematográficos) y Hay un camino a la derecha, de Rovira-Beleta (Premio de interpretación en el Festival de San Sebastián). En 1954 trabajó con la actriz de Hollywood Merle Oberon en el filme Todo es posible en Granada, de José Luis Sáenz de Heredia.

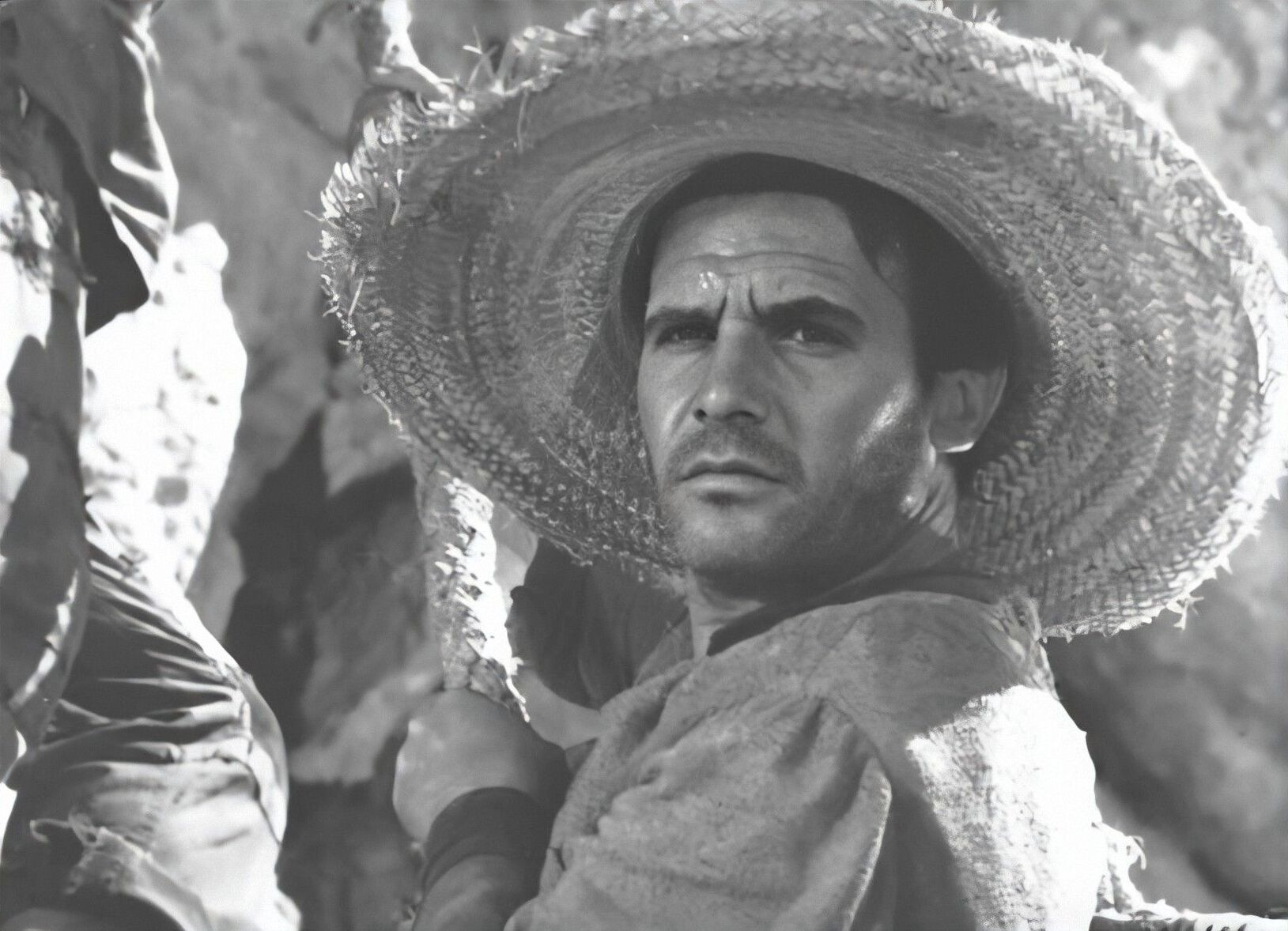
En imagen publicitaria para El hombre de la isla (1960).

En 1958 rodó en México Nazarín, de Luis Buñuel. Con Buñuel vivió una auténtica amistad, lo que le llevó a decir: «Leo todos los días sus memorias como si fueran una Biblia, fue un gran creador, por su físico parecía un hombre duro; pero era la persona más tierna que he conocido, era fiel a la amistad, a sus amigos, era muy puntual y con un gran sentido del humor, infantil y muy severo con sus hijos, parecía chapado a la antigua; desde el primer día que nos conocimos fuimos muy buenos amigos y nos llamamos tío y sobrino hasta su muerte»[cita requerida]. Actuó también en sus filmes Viridiana (1961) y Belle de jour (1966) y alcanzó fama internacional.
Tuvo una trayectoria prolífica en el cine internacional, especialmente en Francia e Italia. Trabajó con directores europeos como Michelangelo Antonioni (El eclipse, junto a Alain Delon y Monica Vitti), Claude Chabrol (María Chantal contra el Dr. Kha), Valerio Zurlini (El desierto de los tártaros) o Luchino Visconti (Las brujas), así como con el estadounidense William Friedkin (Carga maldita). En 1968 encarnó al Che Guevara en el filme homónimo de Paolo Heusch. En España interpretó Camino del Rocío, Tormento y Las largas vacaciones del 36, entre otras muchas.
En 1974 abandonó Madrid precipitadamente para organizar la oposición frente a la instalación de una central nuclear en la Marina de Cope (Murcia), junto con Mario Gaviria, logrando finalmente que fuese retirado el proyecto.
En 1977 recibe un homenaje en el Festival Internacional de Cine de San Sebastián con una exposición comisariada por Javier Espada, director del Centro Buñuel de Calanda.
Sus antiguos papeles de galán duro y enérgico dieron paso a personajes carismáticos, que quedaron en la memoria colectiva y le reportaron notable éxito y popularidad. En su madurez trabajó en La colmena, de Mario Camus; con Miguel Hermoso en Truhanes y encarnó a Azarías en Los santos inocentes, adaptación de Mario Camus de la obra literaria de Miguel Delibes que le valió el premio de interpretación del Festival de Cannes en 1984, compartido con Alfredo Landa. 
Con Luigi Comencini rodó en 1985 La Storia (junto a Claudia Cardinale), con José Luis García Sánchez rodó Divinas palabras en 1987, y con Pedro Almodóvar ¡Átame! en 1989.
Para televisión encarnó a Mateo Alemán en Cervantes (1981), a Francisco de Goya en Los desastres de la guerra (1983), a San Pedro de Alcántara en la miniserie Teresa de Jesús (1985) y al torero retirado Juncal en la exitosa serie dirigida por Jaime de Armiñán en 1988.
El 12 de noviembre de 1993 recibió la medalla de oro de la Academia de Cine española y en 1999 obtuvo el Premio Goya al mejor actor por su papel en Goya en Burdeos, de Carlos Saura.
En 1995 fue investido doctor honoris causa por la Universidad de Murcia.
En 1996 puso voz al dragón Draco en la película Dragonheart.
Tuvo un marcado compromiso político a lo largo de toda su vida, siendo militante del Partido Comunista de España.
En 1994 la editorial Aguilar publicó un libro de memorias titulado Si yo te contara. El volumen Aquella España dulce y amarga (1999) contrastaba los recuerdos de Paco Rabal y Carmen Sevilla en una edición al cuidado de María Antonia Iglesias. En 2004 se editó el libro Paco Rabal: Aquí, un amigo, escrito por Juan Ignacio García Garzón, con prólogo de Jaime de Armiñán y epílogo de su hijo Benito Rabal.

## Muerte
Murió inesperadamente el 29 de agosto de 2001, cuando regresaba a España en avión desde Montreal, a causa de una insuficiencia respiratoria que le produjo el enfisema pulmonar que padecía. Unas semanas más tarde iba a recibir el honorífico Premio Donostia en el Festival de Cine de San Sebastián. Fue su nieto, el también actor Liberto Rabal, quien lo recogió en su nombre, rindiéndole tributo en un emotivo homenaje que reunió en el escenario del Kursaal a su amigo Carlos Saura y a sus compañeras de algún reparto Carmen Sevilla, Julia Martínez, Terele Pávez, Ana Belén, Emma Suárez y María Barranco.
Su cuerpo fue cremado y sus cenizas fueron enterradas bajo un almendro en su pueblo natal. Posteriormente su esposa decidió, junto con sus hijos, trasladar su urna fúnebre al cementerio de Águilas. 

## Legado

### Retrospectiva artística
En 2024, el Ayuntamiento de Alpedrete, gobernado por una coalición de PP y Vox, decidió cambiar de nombre la plaza que tiene su nombre y el del Centro cívico que tiene la que fuera su esposa para renombralo "Plaza de España" debido a que ambos fueron miembros del Partido Comunista de España. Ello provocó una movilización de los votantes de Izquierda y de la Unión de Actores y Actrices, así como la reprobación a los miembros del Ayuntamiento de Isabel Díaz Ayuso, presidenta del PP de la Comunidad de Madrid como del PP desde su sede central. Finalmente la alcaldía dio marcha atrás y decidió mantener su nombre en la plaza.

## Filmografía

### Cine
- La rueda de la vida (1942)
- La pródiga (1946)
- El crimen de Pepe Conde (1946)

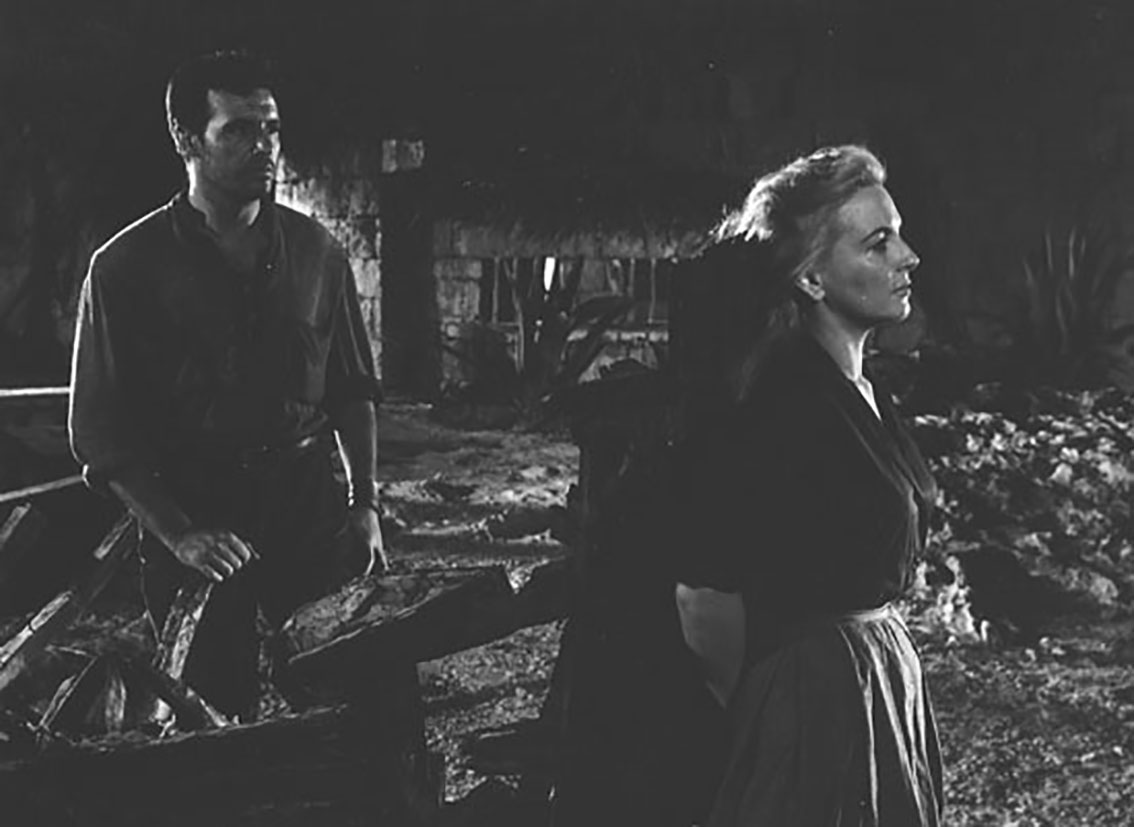
Con Marga López, en El hombre de la isla (1960).

- La honradez de la cerradura (1950)
- María Morena (1951)
- Duda (1951)
- Luna de sangre (1952)
- Sor intrépida (1952)
- El alcalde de Zalamea (1953)
- Hay un camino a la derecha (1953)
- La guerra de Dios (1953)
- La pícara molinera (1954)
- El beso de Judas (1954)
- Murió hace quince años (1954)
- Todo es posible en Granada (1954)
- Historias de la radio (1955)
- El canto del gallo (1955)
- La gran mentira (1956)
- Amanecer en puerta oscura (1957)
- Los clarines del miedo (1958)
- La venganza (1958, narrador)
- Llegaron dos hombres (1959)
- Nazarín (1959)
- El hombre de la isla (1959)
- Diez fusiles esperan (1959)
- Sonatas (1959)
- Trío de damas (1960)
- Viridiana (1961)
- Azahares rojos (1961)
- Hijo de hombre (película) (1961)
- La mano en la trampa (1961)
- Setenta veces siete (1961)
- El eclipse (1962)
- Fra Diavolo (1962)
- El conde Sandorf (1963)
- El diablo también llora (1963)
- Llanto por un bandido (1963)
- María Rosa (1964)
- Currito de la Cruz (1965)
- Intimidad de los parques (1965)
- Bella de día (1966)
- Las brujas (1966)
- Camino del Rocío (1966)
- Los largos días de la venganza (1967)
- Cervantes (1968)
- El "Che" Guevara (1968)
- El largo día del águila (1969)
- Sangre en el ruedo (1968)
- Cabezas cortadas (1970)
- Goya (Historia de una soledad) (1970)
- Laia (1970)
- Nada menos que todo un hombre (1971)
- La leyenda del Alcalde de Zalamea (1972)
- La guerrilla (1972)
- En el oeste se puede hacer... amigo (1972)
- No es nada, mamá, sólo un juego (1974)
- Tormento (1974)
- El buscón (1974)
- Las largas vacaciones del 36 (1976)
- Emilia... parada y fonda (1976)
- Il prefetto di ferro (1977)
- Carga maldita (1977)
- Yo soy mía (1977)
- Así como eres (1978)
- Corleone (1979)
- El gran secreto (1980)
- La invasión de los zombies atómicos (1980)
- Traficantes de pánico (1980)
- Sal gorda (1982)
- La colmena (1982)
- Epílogo (1984)
- Escapada final (1983)
- Truhanes (1983)
- Padre nuestro (1985)
- Luces de bohemia (1984)
- Los santos inocentes (1984)
- Marbella, un golpe de cinco estrellas (1985)
- La hora bruja (1985)
- Los paraísos perdidos (1985)
- Camorra: Contacto en Nápoles (1986)
- El disputado voto del señor Cayo (1986)
- El hermano bastardo de Dios (1986)
- Tiempo de silencio (1986)
- Divinas palabras (1987)
- Barroco (1988)
- Gallego (1988)
- El aire de un crimen (1988)
- La blanca paloma (1989)
- ¡Átame! (1989)
- La taberna fantástica (1990)
- El hombre que perdió su sombra (1991)
- La Lola se va a los puertos (1993)
- El palomo cojo (1995)
- Así en el cielo como en la tierra (1995)
- Felicidades, Tovarich (1995)
- Edipo alcalde (1996)
- Dragonheart (1996; dando voz al personaje de Draco)
- Airbag (1997)
- Pequeños milagros (1997)
- La novia de medianoche (1997)
- Water Easy Reach (1997)
- Pajarico (1997)
- Un día bajo el sol (1998)
- El evangelio de las maravillas (1998)
- Goya en Burdeos (1999)
- Tú qué harías por amor (1999)
- Lázaro de Tormes (2000)
- Divertimento (2000)
- Dagon, la secta del mar (2001)
- A la revolución en un dos caballos (2001)

### Televisión
- De tal Paco tal astilla (1997)

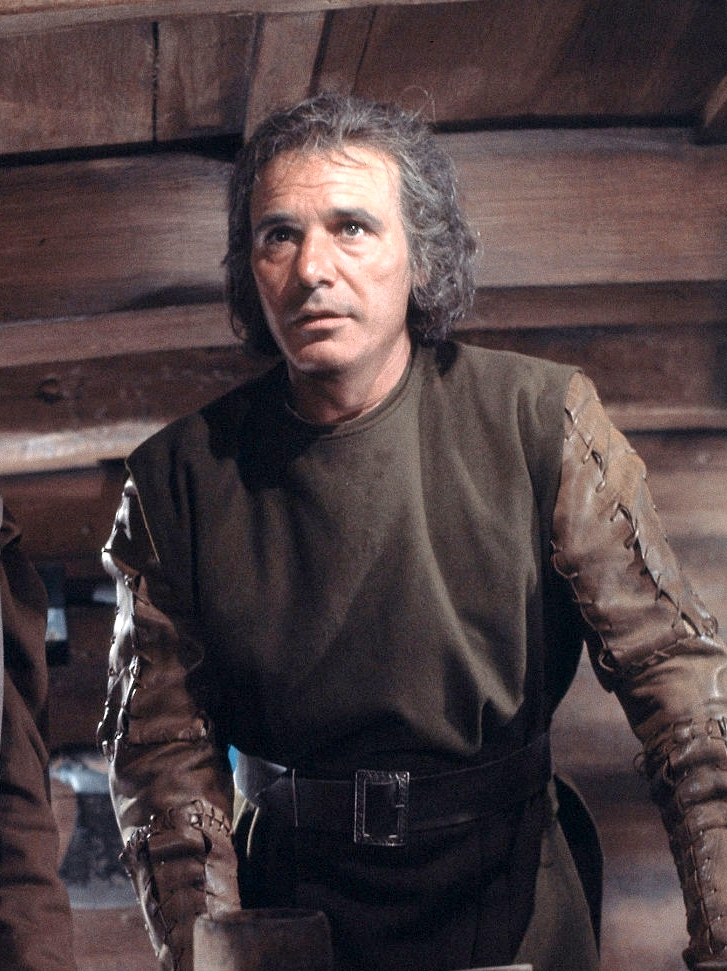
Foto publicitaria para la serie Cristoforo Colombo (1968).

- Los ladrones van a la oficina (1995-1996)
- La mujer de tu vida (1994) 
  - La mujer cualquiera (1994)
- Truhanes (1993-1994)
- Una gloria nacional (1993)
- Juncal (1989)
- La piovra (1987)
- Teresa de Jesús (TV Series)
  - Cuentas de conciencia (1984)
  - Camino de perfección (1984)
- Los desastres de la guerra (1983)
- La máscara negra
  - La última apuesta (1982)
- Cervantes (1981)
- Fortunata y Jacinta (1980)
- El teatro
  - El alcalde de Zalamea (1975)
- Estudio 1
  - Al César lo que es del César (1973)
  - El viajero sin equipaje (1968)
  - Don Juan Tenorio (1966)
- Cristoforo Colombo (1968)

## Premios y nominaciones

### Fotogramas de Plata
| Año  | Categoría                        | Película                                                     | Resultado |
| ---- | -------------------------------- | ------------------------------------------------------------ | --------- |
| 1953 | Mejor intérprete de cine español | La guerra de Dios                                            | Ganador   |
| 1970 | Mejor intérprete de cine español | Cabezas cortadas                                             | Nominado  |
| 1983 | Mejor actor de cine              | Truhanes                                                     | Ganador   |
| 1984 | Mejor actor de cine              | Epílogo Los santos inocentes Sal gorda                       | Ganador   |
| 1986 | Mejor actor de cine              | El disputado voto del señor Cayo El hermano bastardo de Dios | Candidato |
| 1989 | Mejor intérprete de televisión   | Juncal                                                       | Ganador   |
| 1993 | Mejor actor de televisión        | Truhanes Una gloria nacional                                 | Ganador   |
| 1995 | Toda una vida                    |                                                              | Ganador   |
| 1999 | Mejor actor de cine              | Goya en Burdeos Un día bajo el sol                           | Ganador   |

### Medallas del Círculo de Escritores Cinematográficos
| Año  | Categoría             | Película                       | Resultado |
| ---- | --------------------- | ------------------------------ | --------- |
| 1953 | Mejor actor principal | La guerra de Dios              | Ganador   |
| 1957 | Mejor actor principal | Amanecer en puerta oscura      | Ganador   |
| 1961 | Mejor actor principal | El hombre de la isla           | Ganador   |
| 1990 | Mejor actor           | El hombre que perdió su sombra | Ganador   |
| 1999 | Mejor actor           | Goya en Burdeos                | Ganador   |

### Premios San Jorge
| Año  | Categoría           | Película                  | Resultado |
| ---- | ------------------- | ------------------------- | --------- |
| 1957 | Mejor actor español | Amanecer en puerta oscura | Ganador   |

### Premios Goya
| Año  | Categoría                                   | Película        | Resultado |
| ---- | ------------------------------------------- | --------------- | --------- |
| 1990 | Mejor interpretación masculina de reparto   | ¡Átame!         | Nominado  |
| 1999 | Mejor interpretación masculina protagonista | Goya en Burdeos | Ganador   |

### Unión de Actores
| Año  | Categoría                                       | Película            | Resultado |
| ---- | ----------------------------------------------- | ------------------- | --------- |
| 1993 | Mejor interpretación protagonista de televisión | Una gloria nacional | Ganador   |
| 1996 | Toda una vida                                   |                     | Ganador   |

### Festival Internacional de Cine de Cannes
| Año  | Categoría   | Película             | Resultado |
| ---- | ----------- | -------------------- | --------- |
| 1984 | Mejor actor | Los santos inocentes | Ganador   |

### Festival Internacional de Cine de San Sebastián
| Año  | Categoría                      | Película                   | Resultado |
| ---- | ------------------------------ | -------------------------- | --------- |
| 1953 | Concha de Plata al mejor actor | Hay un camino a la derecha | Ganador   |
| 2001 | Premio Donostia                | Premio Donostia            | Ganador   |

### Otros
| Año  | Premio                           | Festival                                     | Película                       |
| ---- | -------------------------------- | -------------------------------------------- | ------------------------------ |
| 1985 | Mejor actor                      | Festival Internacional de Cine de Valladolid | La hora bruja                  |
| 1991 | Mejor actor                      | Festival Internacional de Cine de Montreal   | El hombre que perdió su sombra |
| 1995 | Premio Una Vida de Cine          | Festival Internacional de Cine de Huesca     | Toda su trayectoria            |
| 2001 | Grand Prix Special des Amériques | Festival Internacional de Cine de Montreal   | Toda su trayectoria            |
| 2001 | Premio Ciudad de Huelva          | Festival de Cine Iberoamericano de Huelva    | Toda su trayectoria            |

- Premio Nacional de Cinematografía (1984)
- Medalla de Oro al Mérito en las Bellas Artes (1992)
- Medalla de Oro de la Academia de las Artes y las Ciencias Cinematográficas de España
- Medalla de Oro al Mérito en el Trabajo (1998)
- Estrella en el paseo de la fama de Madrid (2011)